# Azyl (film 2002)
Azyl (tytuł oryginalny Panic Room) – amerykański thriller z 2002 roku w reżyserii Davida Finchera.

## Fabuła
Meg Altman, świeżo rozwiedziona kobieta, przeprowadza się wraz z 11-letnią córką, Sarah do nowego mieszkania. W mieszkaniu tym mieści się specjalnie zamontowany „azyl” – pokój zbudowany z betonowych ścian, ze stalowymi drzwiami, z własną wentylacją, linią telefoniczną oraz systemem monitorów pokazujących sytuację w każdym zakątku domu. Pierwszej nocy po wprowadzeniu się do nowego lokum Meg z córką do mieszkania tego włamuje się trzech bandytów, którzy chcą ukraść pieniądze pozostawione przez poprzedniego właściciela w sejfie mieszkania. Włamywacze nie wiedzą, że do domu wprowadzili się nowi mieszkańcy. Meg wraz z córką w ostatniej chwili ukrywa się w „azylu”. Nie może jednak wezwać pomocy, gdyż nie zdążyła uruchomić linii telefonicznej pokoju. Bandyci nie zamierzają się poddać, a sejf z pieniędzmi znajduje się właśnie w pokoju-azylu.
Burnham, wiedząc że w domu są właściciele, chce odejść, lecz Junior namawia go, aby został. Burnham wpada na pomysł, żeby wypełnić pokój gazem, jednak to Raoul wykonuje ten plan. Meg próbuje zatkać wloty powietrza za pomocą taśmy klejącej – bez skutku. Sarah znajduje rurę z czystym powietrzem, dzięki której ona i jej matka oddychają. Meg decyduje podpalić gaz żeby go usunąć. Eksplozja gazu ciężko parzy ramię Juniora, podczas gdy wewnątrz „azylu” eksplozja nastąpiła tuż przy suficie, nie parząc Meg i Sarah.
Meg próbuje skontaktować się z sąsiadem za pomocą latarki i włamuje się do głównej sieci telefonicznej – udaje się jej dodzwonić do byłego męża Stephena, zanim linia zostaje odcięta. Sarah, cierpiąca na cukrzycę, dostaje ataku spowodowanego hipoglikemią, a jej awaryjna strzykawka z glukagonem znajduje się w lodówce w jej pokoju. Junior rezygnuje z pieniądzy znajdujących się w sejfie i próbuje opuścić dom, ale Raoul zabija go strzałem w głowę. Zmusza też Burnhama, żeby doprowadził napad do zamierzonego celu. W tym czasie Stephen przyjeżdża do posesji. Po wejściu do domu zostaje pobity do nieprzytomności przez Raoula. Meg w desperacji decyduje się otworzyć drzwi „azylu”. Gdy wychodzi, napada na nią Raoul. Walka kończy się, gdy stalowe drzwi miażdżą rękę Raoula, zamykając jego i Burnhama w „azylu” razem z córką Meg. Sama Meg zostaje na zewnątrz z pistoletem Raoula. Burnham, kierując się ludzkim odruchem, daje Sarah zastrzyk za pomocą strzykawki, którą Meg zdążyła wrzucić do pokoju przed zamknięciem się drzwi.
Wkrótce pojawia się dwóch policjantów, gdyż Stephen zadzwonił na policję przed wejściem do domu. Policjanci wchodzą do domu i zastają w domu Meg. Raoul szantażuje Meg groźbą zabicia jej córki, podczas gdy Burnham bierze się do otwierania sejfu. Meg okłamuje policjantów, którzy opuszczają dom. Raoul i Burnham, mając w rękach 22 miliony dolarów, próbują wyjść z „azylu” mając Sarah za zakładnika. Jednak Meg i ranny Stephen ich atakują. Po męczącej walce Burnham ucieka, podczas gdy Raoul zamierza zabić Meg dużym młotem. Burnham, słysząc krzyk Meg, wraca do domu i zabija Raoula. Wtedy wracają też policjanci, gdyż wcześniejsze zachowanie Meg wydało im się podejrzane. Na widok policjantów Burnham poddaje się, rzucając pieniądze na wiatr. Oświadcza, że uczestniczył w napadzie tylko dlatego, że jego córka umiera na raka. Przed końcem filmu pokazane jest, że Meg i Sarah przeglądają w gazecie ogłoszenia, żeby znaleźć nowy dom.

## Obsada
- Jodie Foster jako Meg Altman
- Forest Whitaker jako Burnham
- Dwight Yoakam jako Raoul
- Jared Leto jako Junior
- Kristen Stewart jako Sarah Altman
- Patrick Bauchau jako Stephen
- Ann Magnuson jako Lidia Lynch
- Andrew Kevin Walker jako sąsiad